# Ibn Abi Dhiaf
Ibn Abi Dhiaf (arabe : بن أبي الضياف), de son nom complet Ahmed Ibn Abi Dhiaf (أحمد بن أبي الضياف), né en 1804 à Tunis et mort le 29 septembre 1874 à Tunis, est un historien et homme politique tunisien.
Il est connu pour être l'auteur d'une chronique en plusieurs volumes sur l'histoire de la Tunisie. Si elle débute au VIIe siècle, avec l'arrivée des Arabes, elle s'attarde davantage sur la dynastie des Husseinites régnant durant les XVIIIe et XIXe siècles. Son récit s'appuie sur son expérience comme secrétaire particulier de cinq beys de Tunis successifs. Cet ouvrage apparaît comme l'une des œuvres marquantes de l'historiographie arabe du XIXe siècle.
Par le biais de sa position officielle, il se montre favorable aux réformes, à l'instar de celles mises en place dans l'Égypte de Méhémet Ali et dans l'Empire ottoman des tanzimat. Sa lettre sur le statut de la femme tunisienne a également retenu l'attention des historiens.
Son portrait figure sur un timbre-poste de la Poste tunisienne émis en 1999.

## Biographie
Ahmed Ibn Abi Dhiaf naît en 1804 à Tunis, dans une famille de notables dont le père est originaire de la tribu des Ouled Aoun vivant dans la région de Siliana et s'intégrant à la notabilité tunisoise ; son père a été le secrétaire du ministre Youssef Saheb Ettabaâ. Ben Dhiaf reçoit dans les médersas de Tunis les enseignements de brillants savants comme Sidi Brahim Riahi, Mohamed Bayram et Ahmed Belkhodja. Une fois ses études terminées, il est nommé greffier au tribunal de Tunis par Hussein II Bey.
En 1827, il devient le secrétaire du bey, alors que Chakir Saheb Ettabaâ occupe le poste de grand vizir ; il conserve cette fonction jusqu'à sa retraite, peu avant sa mort,, servant sous les ordres de cinq beys : Hussein II Bey (1824-1835), Moustapha Bey (1835-1837), Ahmed Ier Bey (1837-1855), Mohammed Bey (1855-1859) et Sadok Bey (1859-1874).
Diverses tâches lui sont assignées : il est ainsi envoyé en 1831 à Constantinople concernant les retombées de la conquête de l'Algérie voisine par la France. En 1834, le bey le désigne comme liaison entre le al-Majlis al-Shar'i (conseil législatif) et son vizir, concernant une guerre civile dans la régence de Tripoli et les desseins de l'Empire ottoman dans cette région. Il retourne à Constantinople en 1842 et accompagne Ahmed Ier Bey à Paris en 1846. Il rédige la même année le décret d'émancipation des esclaves puis une lettre sur le statut des femmes en 1856. Il sert également de médiateur, par exemple pour aider à résoudre un conflit entre deux imams de la mosquée Zitouna. Il rédige également la version arabe du Pacte fondamental à partir de l'original en français, une version que Mohammed Bey promulgue en 1857.
Grâce à sa position privilégiée, Ibn Abi Dhiaf comprend que les beys, de même que les autres dirigeants du Maghreb, gouvernent en autocrates : « Bien que l'exercice personnel du pouvoir était tempéré et circonscrit par des contraintes religieuses et traditionnelles, il continuait d'être arbitraire et total ». Il devient donc un partisan des demandes de réformes qui se font jour dans le pays. Entre 1857 et 1861 et entre 1869 et 1877, Kheireddine Pacha se place sur la même ligne réformatrice ; Ibn Abi Dhiaf collabore avec lui pour établir la fameuse, bien qu'éphémère, constitution de 1861 à laquelle s'opposent les oulémas conservateurs,. Durant sa période comme grand vizir (1873-1877), Kheireddine Pacha initie aussi des changements institutionnels. Cependant, Ibn Abi Dhiaf est personnellement familier et adepte de la pratique des traditions, de l'habituelle étiquette attendue de lui en raison de sa position. Il exerce celle-ci en proximité avec le bey et l'élite conservatrice, les anciennes familles de notables et les oulémas qui suivent un « code de politesse élaboré ».
En 1858, il n'est pas choisi pour devenir secrétaire adjoint en raison de ses idées trop avant-gardistes au goût du nouveau grand vizir Mustapha Khaznadar ; son très jeune collègue plus malléable, Mohammed Aziz Bouattour, est nommé à sa place alors que l'usage donnait cette fonction au plus âgé des secrétaires. Ibn Abi Dhiaf en ressent une profonde amertume mais Ahmed Ier Bey puis Sadok Bey le garde comme secrétaire particulier. Jusqu'à la fin de sa carrière, il jouit du titre de ministre sans portefeuille. Sa mort le 29 septembre 1874 à Tunis survient alors que Kheireddine Pacha est grand vizir. Le bey régnant assiste à la cérémonie funéraire.

## Œuvres

### Présent des hommes de notre temps

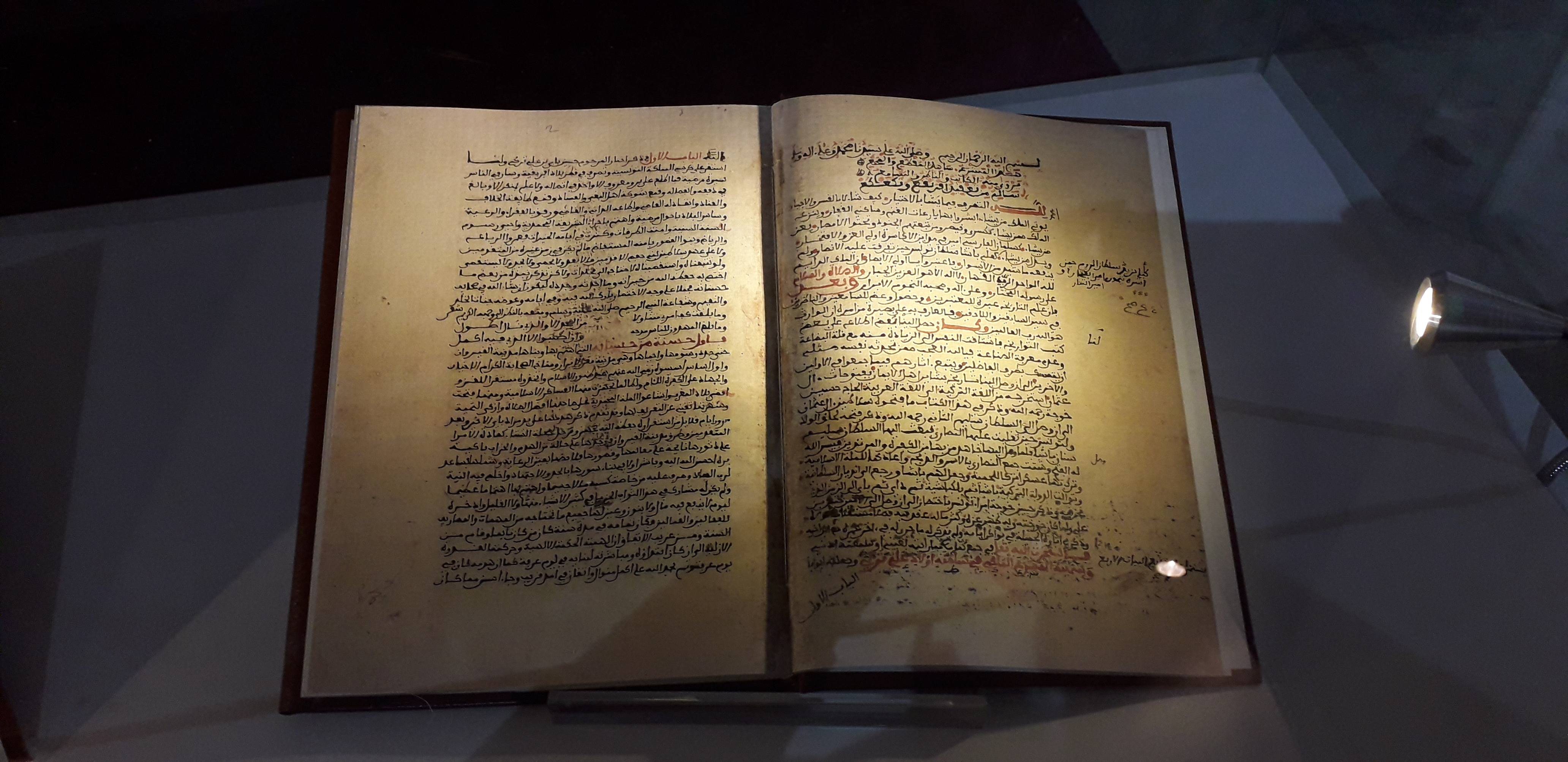
Le manuscrit dIthaf Ahl al-zaman bi Akhbar muluk Tunis wa 'Ahd el-Aman lors d'une exposition éphémère en 2022 au palais de Ksar Saïd.

L'œuvre à qui il a consacré plus de dix ans de sa vie, Ithaf Ahl al-zaman bi Akhbar muluk Tunis wa 'Ahd el-Aman (إتحاف أهل الزمان بأخبار ملوك تونس وعهد الأمان), traduit en Présent des hommes de notre temps. Chroniques des rois de Tunis et du pacte fondamental, est rééditée dans une version complète en huit volumes par le gouvernement tunisien entre 1963 et 1966. Plus récemment, l'introduction (Muqaddima) de l'ouvrage est traduite en anglais par un professeur de Princeton, L. Carl Brown.
Il y livre une réflexion sur le pouvoir politique placée sous le signe du refus de l'absolutisme. Sur les huit volumes, les six premiers abordent l'histoire de la Tunisie à partir de l'arrivée des Arabes. Le récit est sommaire jusqu'en 1705, date à laquelle la dynastie des Husseinites s'installe au pouvoir ; Ibn Abi Dhiaf base son étude sur les archives des beys du XVIIIe siècle et sur ses propres expériences comme officiel beylical pour le XIXe. Ces volumes « husseinites » présente « une abondance d'informations personnelles et précises ». Il fait par exemple la lumière sur les circonstances entourant le célèbre procès de Batou Sfez en 1857.
Les deux derniers volumes contiennent environ 400 biographies d'« hommes d'État et de figures religieuses de premier plan morts entre 1783 et 1872 ». Ceci couvre le parcours de beaucoup d'oulémas, de témoins, de clercs, de caïds, de muftis et d'imams.

À travers ses pages transfigure sa « maîtrise des notions habituelles de la pratique bureaucratique en combinaison avec son accès aux coulisses... sa clairvoyance indéniable et son intelligence » : 
« Abi Dhiaf ne reconstruit pas seulement l'histoire telle que vue de l'intérieur. Il se révèle lui-même et, à travers lui, les agonies et les espoirs de sa génération et de sa classe. Une appréciation accrue de la confrontation idéologique entre l'islam traditionnel et l'Occident intrusif en résulte nécessairement. »
La description par Ibn Abi Dhiaf des dynasties politiques et de la vie des officiels « font de son travail une source de référence majeure pour la période ».

### Épître de la femme
Son Risalah fi al'mar'a (Épître sur la femme) est une réponse à une liste de 23 questions posées par Léon Roches, consul général de France à Tunis. Rédigé en 1856, le manuscrit de trente pages se penche sur le rôle social des femmes en Tunisie, leurs droits et devoirs légaux à l'égard de la famille et des relations conjugales : mariage, divorce, polygamie, présence dans la sphère publique (voile, isolement, ségrégation et répudiation), tâches ménagères et manque d'éducation. Ce texte novateur prend la forme d'un exposé de jurisprudence islamique traditionnelle. Pour Çiçek Coşkun, il s'agit sans doute du document le plus informatif du XIXe siècle « sur la vie quotidienne de la femme musulmane et sur la structure familiale tunisienne ». Bien que réformateur sur le plan politique, Ibn Abi Dhiaf y apparaît comme « très conservateur ».

### Autres
- Recueil de poèmes ;
- Apurement de l'islam des inventions et des chimères ;
- Définition des programmes de l'enseignement et de ses méthodes ;
- L'orientation des musulmans vers les sciences modernes.